# دهه ۱۵۵۰ (میلادی)
دهه ۱۵۵۰ (میلادی) صد و پنجاه و پنجمین دهه تقویم میلادی است.

## درگذشتگان
‎